# Прапор Західної Фландрії
На прапорі Західної Фландрії зображено клиноване синьо-жовте тло з дванадцяти частин із червоним серцевим щитом посередині. Офіційний прапор у тому вигляді, в якому він є зараз, був затверджений міністром культури Фландрії 27 травня 1997 року.

Хоча цьому немає жодних історичних підтверджень, починаючи з 14 століття на різних гербах можна знайти твердження, що Фландрський дім перед фламандським левом мав клинований герб із дванадцяти шматків сапфіру та золота, із серцевим щитом із червоного кольору. Його приписувалося легендарному Лідеріку ван Буку, першому форестьє (титул фламандських князів до того, як вони стали графами) Фландрії з 793 по 817 рік. Можливо, це походить від неправильно витлумаченого орнаменту на щиті фламандського графа Вільгельма Клітона († 1128), як це було зображено на його могилі в абатстві Святого Бертіна в Сент-Омарсі. Цей щит має центральну декоративну кнопку, від якої кілька променів відходять до країв щита. У своїх пошуках стародавнього герба Фландрії абат Іперіус, біограф фламандського дому графів, інтерпретував його як клинований герб із щитом у вигляді серця; кольори, які він, можливо, додав сам, можуть бути кольори французької королівської родини.

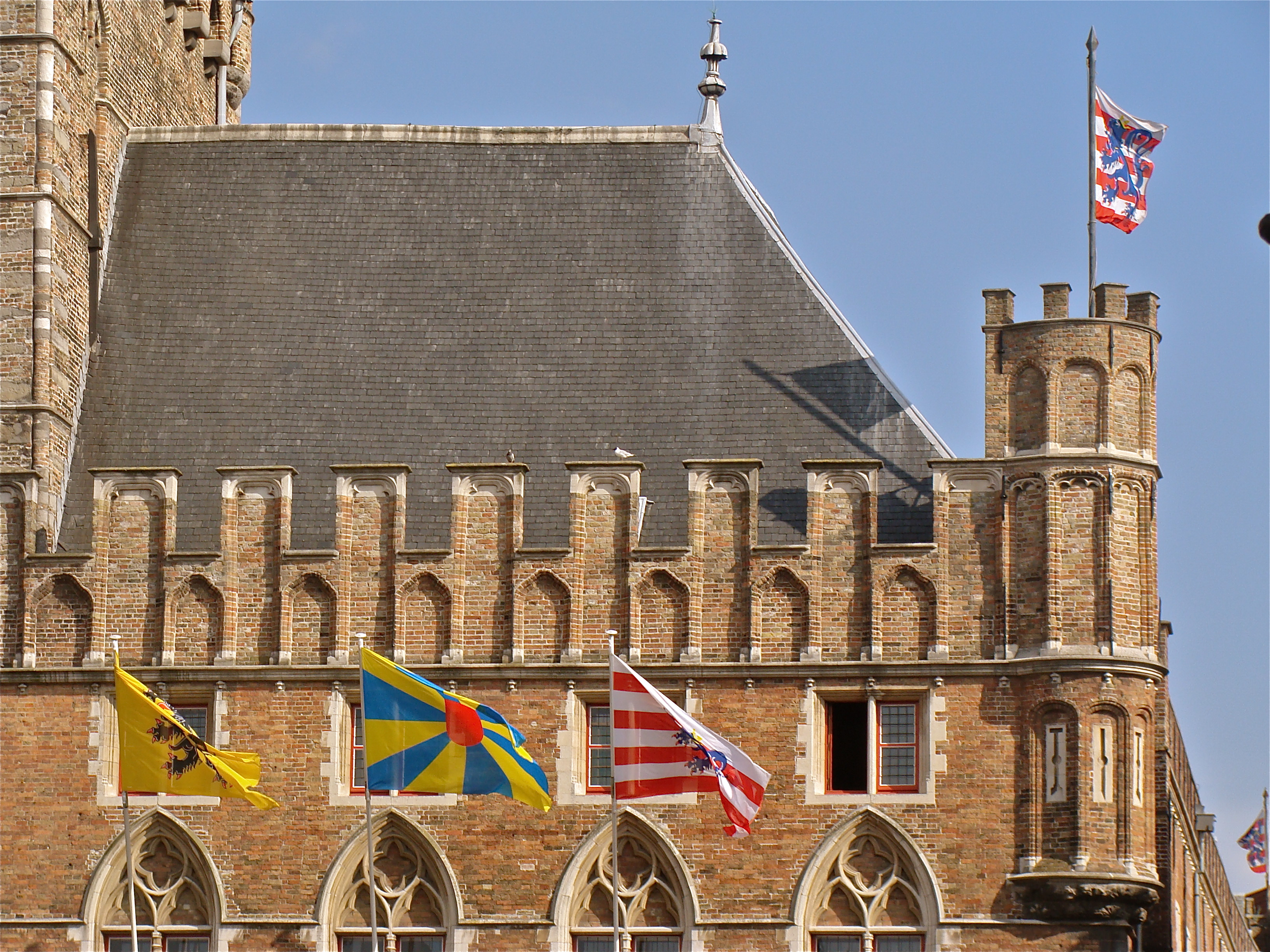
Прапор Західної Фландрії на дзвіниці Брюгге, поряд ізпрапором Фландрії  (ліворуч) і Прапором Брюгге (праворуч).
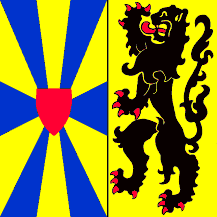
Старий неофіційний гербовий банер
Прапор губернатора Західної Фландрії